# Rautavaara
Rautavaara este o comună din Finlanda.